# أبو الشيخ الأصبهاني
أبو الشيخ الأصبهاني، واسمه أبو محمد عبد الله بن محمد بن جعفر بن حيان، (274 هـ - 369 هـ = 887 م - 979 م)، هو محدث أصفهان في وقته وصاحب تصانيف.

## نشأته
ولد 274هـ وطلب الحديث من الصغر، اعتنى به الجد، فسمع من جده محمود بن الفرج الزاهد.
وأول سماعه للحديث سنة 284 هـ ورحل في طلبه إلى البصرة وبغداد ومكة والموصل وحران والري وغيرها.

## شيوخه
1. محمود بن الفرج الزاهد.
2. أبو بكر بن أبي عاصم.
3. أبو بكر البزار.
4. أبو خليفة الجمحي.
5. محمد بن يحيى المروزي.
6. أبو يعلى الموصلي.
7. جعفر الفريابي.
8. أبو عروبة الحراني.
9. أبو القاسم البغوي.
10. إسحاق بن إسماعيل الرملي.
11. أحمد بن يحيى بن زهير.
12. محمد بن الحسن بن علي بن بحر.
13. أحمد بن رسته الأصبهاني.
14. محمد بن عبد الله بن الحسن بن حفص الهمداني.
15. محمد بن أسد المديني.

## تلاميذه
1. ابن منده.
2. ابن مردويه.
3. أبو نعيم الحافظ.
4. أبو سعد الماليني.
5. أبو سعيد النقاش.
6. محمد بن عبد الرزاق بن أبي الشيخ.
7. أبو بكر أحمد بن عبد الرحمن الشيرازي.
8. سفيان بن حسنكويه.
9. محمد بن علي بن سمويه.
10. الفضل بن محمد القاشاني.
11. أبو بكر محمد بن عبد الله بن الحسين الصالحاني.
12. أبو بكر محمد بن أحمد بن عبد الرحمن الصفار.
13. محمد بن عبد الله بن أحمد التبان.
14. أبو القاسم عبد الله بن محمد العطار المقرئ.
15. الفضل بن أحمد القصار.

## مكانته
- قال الذهبي في «السير»: الإمام، الحافظ، الصادق، محدث أصبهان.
- وقال أيضاً في «تاريخ الإسلام»: كان حافظاً، عارفاً بالرّجال والأبواب، كثيَر الحديث إلى الغاية، صالحاً، عابداً، قانتاً لله، صنف تاريخ بلده، و«التاريخ على السّنين».
- قال أبو بكر الخطيب: كان أبو حافظاً ثبتاً متقناً.
- قال ابن مردويه: ثقة مأمون، صنف «التفسير» والكتب الكثيرة في الأحكام وغير ذلك.
- قال أبو نعيم: كان أحد الأعلام، صنف «الأحكام» و«التفسير»، وكان يفيد عن الشيوخ، ويصنف لهم ستين سنة.
- قال أبو موسى المديني: مع ما ذكر من عبادته كان يكتب كل يوم دستجة كاغد لأنه كان يورق ويصنف وعرض كتابه «ثواب الأعمال» على الطبراني فاستحسنه.

## عبادته
ويروى عنه أنه قال: ما عملت في كتاب «ثواب الأعمال» حديثاً إلا بعد أن استعملته.
وعن بعض الطلبة قال: ما دخلت على أبي القاسم الطبراني إلا وهو يمزح أو يضحك، وما دخلت على أبي الشيخ إلا وهو يصلي.
وقال الذهبي: قد كان أبو الشيخ من العلماء العاملين، صاحب سنة واتباع، لولا ما يملأ تصانيفه بالواهيات.

## مصنفاته
- أمثال الحديث
- السنة، مجلد. وينقل منه ابن تيمية في كتبه.
- العظمة، مجلد. وهو كتاب في المخلوقات وعجائبها، ذكر منها العرش والاستواء. ونقل منه ابن القيم في اجتماع الجيوش. وهو مطبوع.
- السنن، عدة مجلدات.
- التفسير
- فضائل الأعمال وثوابها، خمس مجلدات. وفي هذا الكتاب أحاديث كثيرة كذب موضوعة. قاله ابن تيمية في مجموع الفتاوى 1/ 252- 253.
- أخلاق النبي
- التوبيخ والتنبيه
- الفوائد
- التاريخ
- طبقات المحدثين بأصبهان
- شروط عمر. نقل منه ابن القيم في كتابه أحكام أهل الذمة.
- السبق. نقل منه ابن القيم في الفروسية.
- الصلاة على النبي. نقل منه ابن القيم في جلاء الأفهام.